# Telmatobius ignavus
Telmatobius ignavus es una especie  de anfibios de la familia Leptodactylidae.Se encuentra exclusivamente en la Cordillera de Huancabamba, una cadena montañosa aislada dentro de la Depresión de Huancabamba, en el Departamento de Piura, Perú. Ha recibido el nombre común de "rana de agua de Piura".

## Descripción
Los machos pueden llegar a medir 75 mm (3,0 pulgadas) y las hembras 79 mm (3,1 pulgadas) en longitud desde el hocico hasta la cloaca. La cabeza es más ancha que larga y tiene un ancho similar o ligeramente más estrecho que el cuerpo. De manera inusual para los Telmatobius del norte de Perú, el tímpano está presente, aunque en su mayoría está oculto en la parte posterior y dorsalmente por el pliegue supratimpánico robusto. 
Los dedos de los pies están unidos por membranas, mientras que los dedos de las manos no lo están. La piel es suave. El dorso es de un tono marrón opaco, marrón oliva o marrón con manchas de color marrón oscuro, marrón oliva o verde oliva. El vientre es de un tono marrón opaco, gris opaco o marrón grisáceo. El iris es de color bronce y tiene retículas negras.

## Distribución geográfica
Telmatobius ignavus es una rana semiacuática que se puede encontrar debajo de rocas en arroyos y charcos asociados a bosques montañosos muy húmedos, bosques montañosos húmedos inferiores, pastizales y posiblemente bosques montañosos inferiores secos a elevaciones de 1,840 a 3,080 metros sobre el nivel del mar. Las larvas habitan en charcos rocosos y fangosos, así como en arroyos rocosos. Se alimenta de varios insectos.
Esta especie tolera cierta perturbación en su hábitat, siempre y cuando la calidad del agua se mantenga buena. Sin embargo, es una especie poco común que se sospecha está disminuyendo. Las posibles amenazas incluyen la pérdida de hábitat (degradación de arroyos causada por actividades agrícolas), quitridiomicosis y la recolección para consumo humano y usos medicinales.

## Estado de conservación
Se encuentra amenazada de extinción por la pérdida de su hábitat natural.